# روابط اسرائیل و سیشل

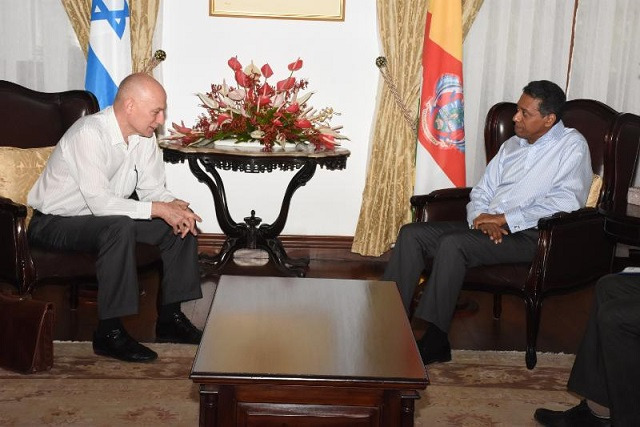
سفیر اسرائیل در سیشل با رئیس‌جمهور سیشل دنی فاور، نوامبر ۲۰۱۸.

روابط اسرائیل و سیشل به روابط دو جانبه میان دولت اسرائیل و جمهوری سیشل اشاره دارد. سفارت اسرائیل در نایروبی، کنیا در سیشل نماینده است. سیشل یک کنسول افتخاری به نام آری گلدشتاین در تل آویو دارد.

## بررسی کلی
روابط دولت اسرائیل و جمهوری سیشل در سال ۱۹۹۲ و پس از پایان تحریم اسرائیل به دست کشورهای جنوب صحرای آفریقا رسماً برقرار شد.
روابط اقتصادی بین اسرائیل و سیشل بسیار ناچیز و ملایم است و گردشگری مهمترین همکاری بین کشورهاست. در سال ۲۰۲۰، در طی دنیاگیری کووید-۱۹، سیشل این کشور را فقط برای اسرائیلی‌ها باز کرد، از آنجا که در طول موج اول، اسرائیل کشوری امن با نرخ آلودگی پایین بود.